# Rio Mavuba
Rio Antonio Zoba Mavuba (n. 8 martie 1984) este un fotbalist francez care joacă pentru Lille OSC ca mijlocaș.

## Titluri
Bordeaux
- Coupe de la Ligue: 2006–07

Lille
- Ligue 1: 2010–11
- Coupe de France: 2010–11

## Legături externe
- Statistici L'Équipe fr
- fr Statisticile lui  Rio Mavuba în campionatul francez pe site-ul LFP
- Rio Mavuba pe site-ul National-Football-Teams.com
- Rio Mavuba pe site-ul FIFA (arhivat)
- Rio Mavuba la ESPNsoccernet
- Profil pe Soccerway Arhivat în 26 august 2014, la Wayback Machine.